# Tiantsoa Sarah Rakotomanga Rajaonah
Tiantsoa Sarah Rakotomanga Rajaonah (* 15. Dezember 2005 in Antsirabe, Madagaskar) ist eine französische Tennisspielerin.

## Karriere
Rakotomanga Rajaonah spielt bislang vorrangig Turniere der ITF Women’s World Tennis Tour, auf der sie bislang je vier Titel im Einzel und im Doppel gewann.
2021 startete sie zusammen mit ihrer Partnerin Lucie Pawlak im Damendoppel bei den Open Montpellier Méditerranée Métropole Hérault Occitanie, wo sie gegen Estelle Cascino und Camilla Rosatello mit 2:6 und 4:6 verloren.
2022 erhielt sie eine Wildcard für das Juniorinneneinzel bei den French Open, wo sie Alexia Blokhina in der ersten Runde mit 3:6, 6:3 und 7:65 bezwang. In der zweiten Runde verlor sie dann gegen Sára Bejlek mit 2:6 und 2:6. Für das Juniorinnendoppel erhielt sie zusammen mit Sarah Iliev ebenfalls eine Wildcard, welche die beiden aber ebenfalls nicht nutzen konnten und bereits in der ersten Runde gegen Hayu Kinoshita und Sara Saito mit 6:3, 5:7 und [4:10] verloren.
2023 erhielt sie bei den Engie Open Andrézieux-Bouthéon 42 sowohl für das Hauptfeld im Dameneinzel als auch mit Partnerin Chloé Noël für das Hauptfeld im Damendoppel eine Wildcard. Während sie im Einzel bereits in der ersten Runde gegen Simona Waltert mit 2:6 und 4:6 verlor, konnte sie zusammen mit Chloé Noël diese im Doppel besser nutzen, wo die beiden in der ersten Runde gegen Marine Szostak und Alice Tubello mit 6:3 und 6:2 gewannen und erst in der zweiten Runde gegen die russische Paarung Sofja Lansere und Oxana Selechmetjewa mit 2:6 und 4:6 verloren.

## College Tennis
Ab der College-Tennis-Saison 2023/24 wird Rakotomanga Rajaonah für die Damentennismannschaft der Oklahoma Sooners der University of Oklahoma spielen.

## Turniersiege

### Einzel
| Nr. | Datum             | Turnier  | Kategorie | Belag        | Finalgegnerin   | Ergebnis      |
| --- | ----------------- | -------- | --------- | ------------ | --------------- | ------------- |
| 1.  | 11. Dezember 2022 | Valencia | ITF W15   | Sand         | Alba Rey Garcia | 6:3, 4:6, 6:3 |
| 2.  | 17. Dezember 2023 | Melilla  | ITF W15   | Sand         | Inês Murta      | 6:2, Aufgabe  |
| 3.  | 17. März 2024     | Gonesse  | ITF W15   | Sand (Halle) | Émeline Dartron | 6:4, 6:3      |
| 4.  | 25. August 2024   | Arequipa | ITF W50   | Sand         | Jazmín Ortenzi  | 6:4, 6:4      |

### Doppel
| Nr. | Datum            | Turnier       | Kategorie | Belag        | Partnerin             | Finalgegnerinnen                      | Ergebnis          |
| --- | ---------------- | ------------- | --------- | ------------ | --------------------- | ------------------------------------- | ----------------- |
| 1.  | 2. Dezember 2023 | Valencia      | ITF W15   | Sand         | Martina Genis Salas   | Enola Chiesa Alessandra Mazzola       | 2:6, 6:2, [10:8]  |
| 2.  | 23. März 2024    | Le Havre      | ITF W15   | Sand (Halle) | Elena Ruxandra Bertea | Bojana Marinković Antonia Schmidt     | 7:5, 6:1          |
| 3.  | 11. Mai 2024     | Saint-Gaudens | ITF W75+H | Sand         | Émeline Dartron       | Estelle Cascino Carole Monnet         | 6:3, 1:6, [12:10] |
| 4.  | 17. August 2024  | Arequipa      | ITF W35   | Sand         | Dana Guzmán           | Alicia Herrero Liñana Gabriella Price | 3:6, 6:4, [10:6]  |